# براندون تيت
براندون تيت (بالإنجليزية: Brandon Tate)‏ هو لاعب كرة قدم أمريكية أمريكي، ولد في 5 أكتوبر 1987 في برلنغتون في الولايات المتحدة.

## وصلات خارجية
- براندون تيت على موقع مرجع كرة القدم المحترفة.كوم (الإنجليزية)